# Comuna de Lniano
Lniano (polaco: Gmina Lniano) é uma gminy (comuna) na Polónia, na voivodia de Cujávia-Pomerânia e no condado de Świecki. A sede do condado é a cidade de Lniano.
De acordo com os censos de 2004, a comuna tem 4070 habitantes, com uma densidade 46,1 hab/km².

## Área
Estende-se por uma área de 88,34 km², incluindo:
- área agricola: 62%
- área florestal: 26%

## Demografia
Dados de 30 de Junho 2004:
|                      | Total   | Total | Mulheres | Mulheres | Homens  | Homens |
| -------------------- | ------- | ----- | -------- | -------- | ------- | ------ |
|                      | pessoas | %     | pessoas  | %        | pessoas | %      |
| População            | 4070    | 100   | 2095     | 51,5     | 1975    | 48,5   |
| Densidade (pop./km²) | 46,1    | 100   | 23,7     | 23,7     | 22,4    | 22,4   |

De acordo com dados de 2005, o rendimento médio per capita ascendia a 2128,67 zł.

## Subdivisões
- Błądzim, Brzemiona, Jeziorki, Jędrzejewo, Lniano, Lubodzież, Mszano, Mukrz, Ostrowite, Siemkowo, Wętfie.

## Comunas vizinhas
- Bukowiec, Cekcyn, Drzycim, Osie, Świekatowo